# 徐嵩
徐 嵩（じょ すう、? - 387年）は、五胡十六国時代前秦の軍人。字は符高（ふこう）。前秦の建武将軍・冀州刺史徐盛（徐成の兄）の子。末期の前秦に忠誠を尽くし、後秦と戦うも敗れて処刑された。

## 生涯
前秦の天王苻堅の治世時に賢良として推挙され、郎中に任じられた。長安令に上ると、貴戚の子弟が法を犯しても、一律に訊問して刑に処した。免罪を願っての親からの賄賂も拒絶して、清廉に職務を遂行した。
始平郡の守りを任されると、その威光と恩恵をもって郡の平穏を守った。
中塁将軍に任じられた。
385年、前秦の首都長安が陥落すると、徐嵩は5千の衆を集め、独自の堡を築いて自衛し、後秦の官爵を授かって安全を保っていた。
後秦の皇帝姚萇は苻堅殺害後に徐嵩と胡空が築いた堡の間で、王の葬礼をもって苻堅を弔った。
386年12月、前秦の皇帝苻登に胡空と共に降伏した。苻登は徐嵩を鎮軍将軍・雍州刺史に任じた。苻登は改めて苻堅を天子の葬礼で弔った。
387年12月、後秦の姚方成が徐嵩堡を攻めた。徐嵩堡は陥落、徐嵩は捕らわれた。捕らわれた徐嵩は姚方成に向かい「姚萇の罪は万死に当たる。苻黄眉は姚萇を殺そうと思ったが先帝（苻堅）がそれを止め、命を救ったのだ。内外で重要な役目を任せ、その寵は手厚いものだった。犬馬でさえ受けた恩を忘れぬのに、お前らは人の道から外れている。早く殺せ! 先帝に会い、姚萇を地下で裁いてくれようぞ」と罵った。
怒った姚方成は徐嵩を三斬の刑で殺した。その首に漆を塗り、便器とした。徐嵩の兵を全て埋殺し、妻子らを賞として将兵らに与えた。
徐嵩の死を聞いた苻登は激しく悲しみ、車騎大将軍・儀同三司の位を贈り、忠武の諡号を送った。

## 人物・逸話
- 幼少から清らかで汚れのない性格で人々の称賛を集めていた[2]。

- 長安令としての徐嵩の仕事ぶりを苻堅は大いに評価して、叔父の徐成に「人は長吏となれば、当然に成すべき事かもしれない。この少年は優れた才を持っているな」 と褒めた[2]。

## 関連事項
- 前秦
- 後秦
- 苻堅
- 苻登
- 姚萇
- 五胡十六国時代の人物一覧